# Église Saint-Jean-Baptiste de Richet
Pour les articles homonymes, voir Église Saint-Jean-Baptiste.
L'église Saint-Jean-Baptiste de Richet est un lieu de culte catholique situé sur la commune de Pissos, dans le département français des Landes. Elle est inscrite aux monuments historiques par arrêté du 26 juin 1968.

## Présentation
L'église date du XIIe siècle. Établie dans le quartier de Richet à Pissos, elle est une étape sur une voie secondaire de la via Turonensis du chemin de Saint-Jacques-de-Compostelle. Ses peintures murales de la nef et du chœur datent du XVe siècle. Son clocher est couvert d'un bardage en châtaignier.